# Abdullah Khan I
Sayyid Abdullah Khan fou un efímer kan de Khiva el 1855. Era fill d'Ibadullah, al seu torn fill de Kutlugh Murad, el germà del fundador de la dinastia Iltazar Khan. Va succeir a Muhammad Amin Bahadur Khan.
En arribar a Khivà després de la derrota a Sarakhs, Sayyid Mahmud Tureh, germà d'Allah Kuli Bahadur Khan, que tenia drets superiors al tron, en presència de tots els notables i clergat, el va intentar matar, però no ho va aconseguir i fou detingut.
Els yomuds van donar suport a altres dos prínceps, un aparentment anomenat Ata Murad i l'altra no s'esmenta. La rebel·lió fou sufocada i els dos joves prínceps estrangulats; el kan, al front d'uns milers de guerrers, va marxar per castigar els yomuds turcmans i altres que els havien donat suport; els rebels es van penedir i van enviar als aksakals a demanar perdó que fou obtingut però dos mesos després es van tronar a revoltar i van reunir un exèrcit de 15.000 homes. El kan va marxar contra ells i els va lliurar batalla, però fou derrotat. Abdullah va estar entre els morts al combat i enterrat en una rasa comuna amb molts altres.
Se li coneix una moneda on s'anomena Sayyid Abdullah Khan. El va succeir el seu germà Kutlugh Muhammad Murad Bahadur Khan de 18 anys.